# Degerön (Luleå)
Degerön est une île de l’archipel de Luleå en Suède,,.

## Présentation
Degerön est située entre Hindersön et Brändöskär dans la partie nord de l'archipel de Luleå.
L'île a une superficie de 4,19 kilomètres carrés,.
Degerön est principalement couverte de forêt. 
Les plages sont rocheuses et l'eau peu profondes. 
L'île a été peuplée en 1791 lorsqu'un agriculteur s'y est installé venant Hindersön.
En 1905, 19 personnes vivaient sur l'île et dans les années 1930, l'île comptait 25 agriculteurs.
Depuis lors, le nombre de résidents sur l'île a diminué régulièrement.
En 2012, il ne restait plus qu'un résident permanent sur l'île.
Degerön est habitée depuis longtemps par des habitants vivant principalement de la pêche. 
Les habitants devaient obtenir tous les services de Luleå ou de Hindersön à proximité (en particulier le service postal. 
Pour vendre le hareng et le saumon de la mer Baltique, ils devaient même s'installer à Haparanda où ils obtenaient plus de revenus avec la même quantité de poisson. 
Le téléphone est arrivé sur l'île en 1932. 
La partie sud de l'île s'appelle Degeröholmen, ce qui indique que cette partie était autrefois une île elle-même, qui au fil des siècles est devenue l'île. île principale. 
La partie nord présente un littoral escarpé unique à l'archipel, tandis que son point culminant, le Nördestberget, se trouve à moins de 30 mètres d'altitude.

## Réserve naturelle de Degeröholmen
La péninsule Degeröholmen, au sud de l'île est partillement un réserve naturelle.
La zone est protégée depuis 2004 et s'étend sur 0,4 kilomètre carré. 
La réserve naturelle se compose d'une forêt d'épicéas, d'arbres à feuilles caduques et de prairies côtières.